# Dissotrocha schlienzi
Dissotrocha schlienzi är en hjuldjursart som beskrevs av Hauer 1956. Dissotrocha schlienzi ingår i släktet Dissotrocha och familjen Philodinidae. Inga underarter finns listade i Catalogue of Life.